# Ranzo
Ranzo (Rànso in ligure) è un comune italiano di 568 abitanti della provincia di Imperia in Liguria.

## Geografia fisica
Il territorio di Ranzo è situato lungo il fondovalle del torrente Arroscia. Tra le vette del territorio la punta Marina (741 m).

## Storia

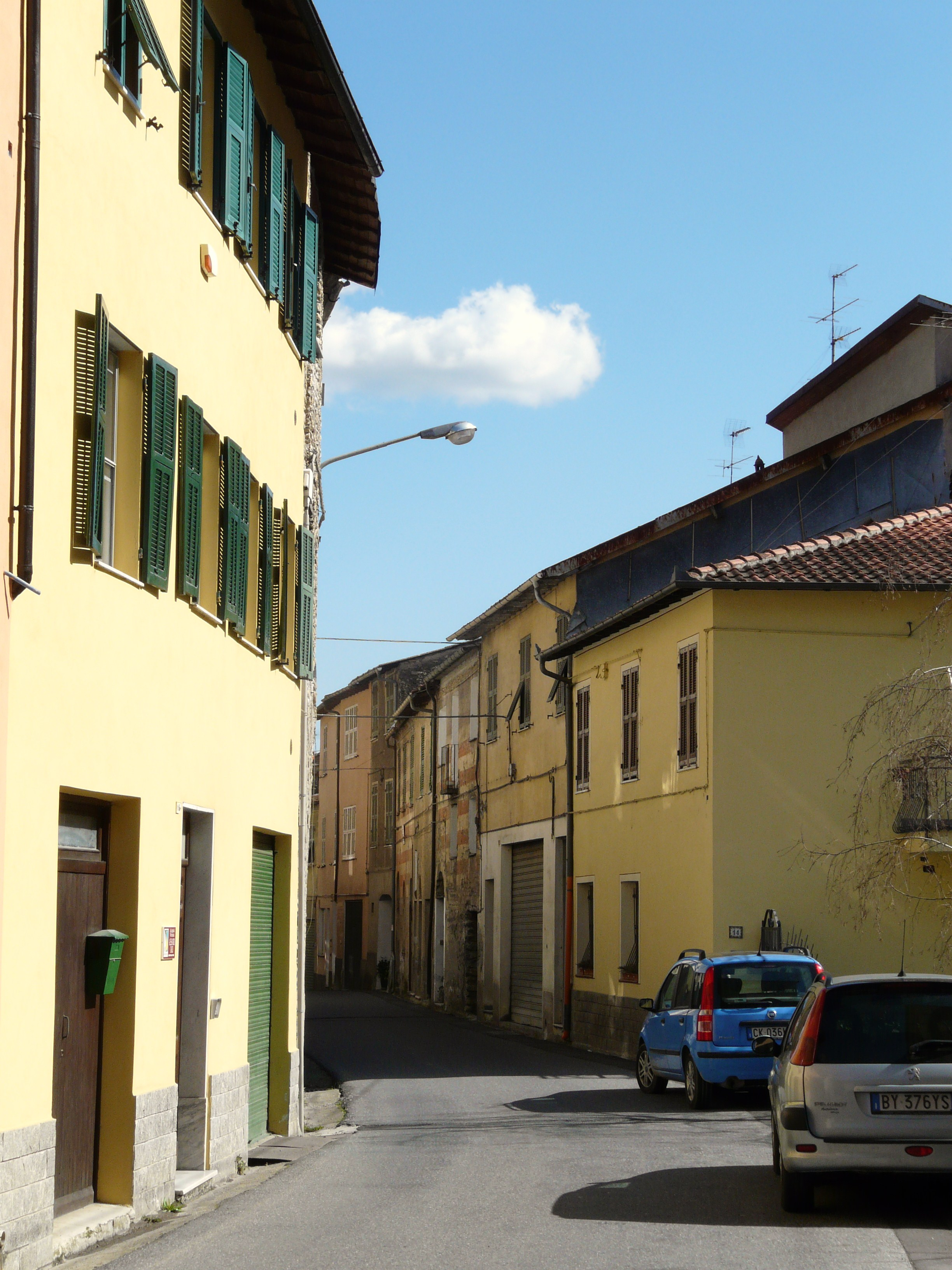
Scorcio del centro di Borgo di Ranzo

Il toponimo è attestato per la prima volta intorno al XIII secolo nella versione Rancio, derivante probabilmente dal termine romano gentilizio Rantius.
È probabile che anche questa zona della valle Arroscia fosse abitata già in epoca protostorica dove, alle primitive popolazioni dedite alla caccia e alla pastorizia, subentrarono poi i Liguri Ingauni durante l'epoca preromana e che "colonizzarono" l'intero entroterra ligure.
Alla caduta dell'Impero romano d'Occidente (476) anche il territorio di Ranzo fu interessato dalle invasioni barbariche, a cui seguirono le dominazioni da parte dei Longobardi - nel 643 - e dei Franchi fino all'888. Nel periodo carolingio entrò assieme ad altri paesi del fondovalle fra i possedimenti del Contado di Albenga e, successivamente, nella Marca Arduinica sotto giurisdizione dello stesso comitato albenganese.
Con la dissoluzione della marca il feudo di Ranzo fu sottoposto al controllo dei marchesi di Clavesana e a tale periodo risalirebbe la costruzione presso il paese di una fortificazione per proteggere il territorio dalle mire espansionistiche del Comune di Albenga. Secondo altre documentazioni il castello risalirebbe invece al X secolo quale avamposto costruito dagli abitanti per scongiurare i continui assalti dei Saraceni.
Nel 1233 la popolazione ranzese partecipò assieme ad altri borghi della valle Arroscia alla fondazione di Pieve di Teco.
Al 1355 è datata la cessione da parte dei marchesi di Clavesana di una parte del territorio di Ranzo ai marchesi Emanuele e Aleramo Del Carretto; la restante parte venne comunque poi ceduta nel 1358 alla Repubblica di Genova che mantenne il marchese Emanuele di Clavesana quale suo feudatario in loco. Nuovi scontri tra le famiglie feudali dei Ceva, Del Carretto e Clavesana per altri possedimenti all'interno del territorio ranzese portarono nel 1386 ad un intervento diretto del doge di Genova Antoniotto Adorno. Il lodo dogale stabilì la cessione da parte dei Del Carretto di tre quarti di Ranzo alla repubblica genovese, legando però la facoltà di conservarli come semplici feudi: la famiglia carrettesca risultò quindi proprietaria esclusiva di un quarto del territorio ranzese e feudataria, per conto di Genova, dei restanti tre quarti di Ranzo. Fu il nobile Giovanni di Saluzzo, marchese di Clavesana, a cedere definitivamente l'intero territorio di Ranzo alla Repubblica di Genova nel 1393 che sottopose questa parte di territorio nel capitaneato di Pieve di Teco sino alla dominazione napoleonica di fine XVIII secolo.
Con la dominazione francese il territorio di Ranzo rientrò dal 2 dicembre 1797 all'interno della Repubblica Ligure. Dal 28 aprile del 1798 fece parte del VI cantone, come capoluogo, della Giurisdizione di Centa e dal 1803 centro principale del III cantone di Pieve nella Giurisdizione degli Ulivi; nel 1804 aggregò i territori dei soppressi comuni di Bacelega e Costa Bacelega. Annesso al Primo Impero francese dal 13 giugno 1805 al 1814 venne inserito nel Dipartimento di Montenotte.
Nel 1815 il territorio fu inglobato nel Regno di Sardegna, così come stabilì il Congresso di Vienna del 1814, e successivamente nel Regno d'Italia dal 1861. Dal 1859 al 1926 il territorio fu compreso nel V mandamento di Pieve di Teco del Circondario di Porto Maurizio facente parte della provincia di Porto Maurizio (poi provincia di Imperia, dal 1923). Nel 1928 il comune di Ranzo fu soppresso e aggregato al territorio comunale di Borghetto d'Arroscia, poi ricostituito nel 1947.
Durante le fasi cruciali della seconda guerra mondiale qui operò il distaccamento partigiano "Filippo Airaldi", dipendente dal comando della II Brigata "Giovanni Beiro", che contrastò il presidio tedesco di stanza a Ranzo che nella seconda metà del settembre 1944 abbandonò quest'area della media valle Arroscia.
Dal 1973 al 31 dicembre 2008 ha fatto parte della Comunità montana Alta Valle Arroscia e con le nuove disposizioni della Legge Regionale n° 24 del 4 luglio 2008, in vigore dal 1º gennaio 2009, ha fatto parte della Comunità montana dell'Olivo e Alta Valle Arroscia, quest'ultima soppressa con la Legge Regionale n° 23 del 29 dicembre 2010 e in vigore dal 1º maggio 2011.

### Simboli
Stemma
Gonfalone
Lo stemma e il gonfalone sono stati concessi con decreto del presidente della Repubblica del 9 maggio 1997.

## Monumenti e luoghi d'interesse

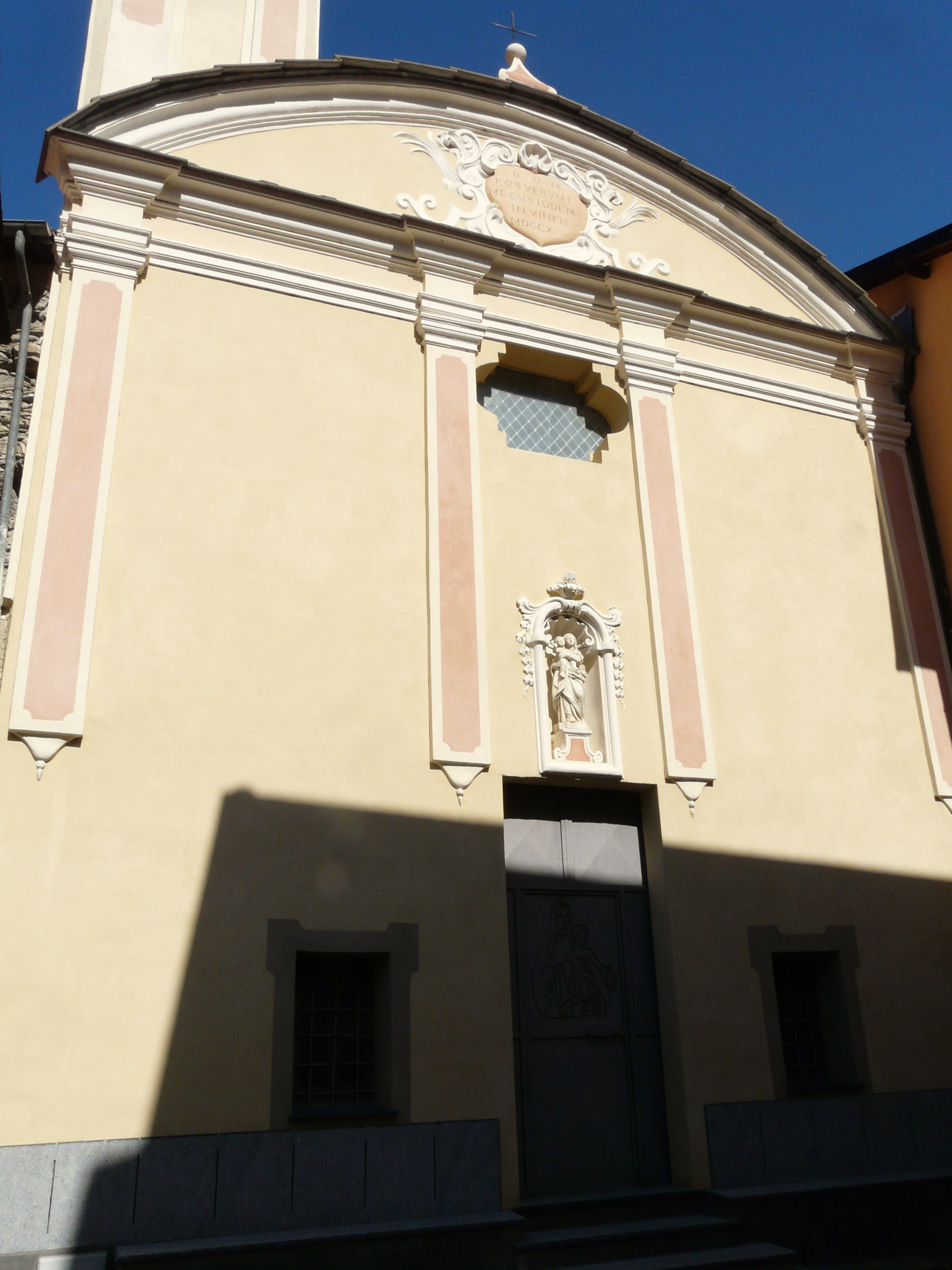
L'oratorio di Nostra Signora delle Vigne a Borgo di Ranzo

### Architetture religiose
- Chiesa parrocchiale di San Donato d'Arezzo nella borgata di Costa Parrocchia. Vicariato foraneo del vescovo di Albenga fino al 1964 è una costruzione di epoca barocca, ad unica navata con sei altari laterali, più l'altare maggiore. Conserva un dipinto della Crocifissione di Gesù, opera di Orazio De Ferrari[5].
- Chiesa di San Pantaleo nella borgata di Borgo di Ranzo. Eretta nel XV secolo[5] su una chiesa preesistente di epoca romanica dell'XI secolo[5]. Custodisce al suo interno un polittico del compaesano pittore Giorgio Guido da Ranzo del 1554[5]. Il portico è decorato dai Guido da Ranzo[5] e dai portali della scuola dei Lapicidi di Cenova (1493[5]).
- Oratorio della Madonna delle Vigne nella borgata di Borgo di Ranzo. Vi è custodito il polittico[5] della Madonna con i santi Giacomo e Filippo del pittore Giorgio Guido da Ranzo, realizzato nel 1544[5].
- Chiesa parrocchiale di Nostra Signora dell'Assunta nella frazione di Bacelega. Edificata nel XV secolo[5], presenta un portale del XVI secolo e conserva dipinti del pittore locale Pietro Guido, padre di Giorgio. Il toponimo della località ove sorge questa parrocchiale, Bacelega, deriverebbe dal greco Basilicos, ad indicare la presenza di un'antica abbazia benedettina del VI-VII secolo con annessa basilica.
- Chiesa parrocchiale di San Bernardo nella frazione di Costa Bacelega, eretta tra il 1618 e il 1628.
- Oratorio di Nostra Signora della Neve nella frazione di Costa Bacelega.
- Chiesetta di San Pietro nella borgata di Faldo.
- Cappella di San Bartolomeo nella borgata di Fantinone, finita di restaurare esternamente ad agosto 2007 in occasione della ricorrenza di san Bartolomeo.
- Oratorio dell'Immacolata Concezione nella borgata di Favari, eretto nel 1755[5] per volontà della locale popolazione.

### Architetture militari
- Ruderi del castello eretto dei marchesi di Clavesana nel Basso Medioevo anche se la tradizione popolare riferirebbe di una prima postazione difensiva risalente ad un periodo interiore all'anno Mille per scongiurare le frequenti incursioni saracene.

## Società

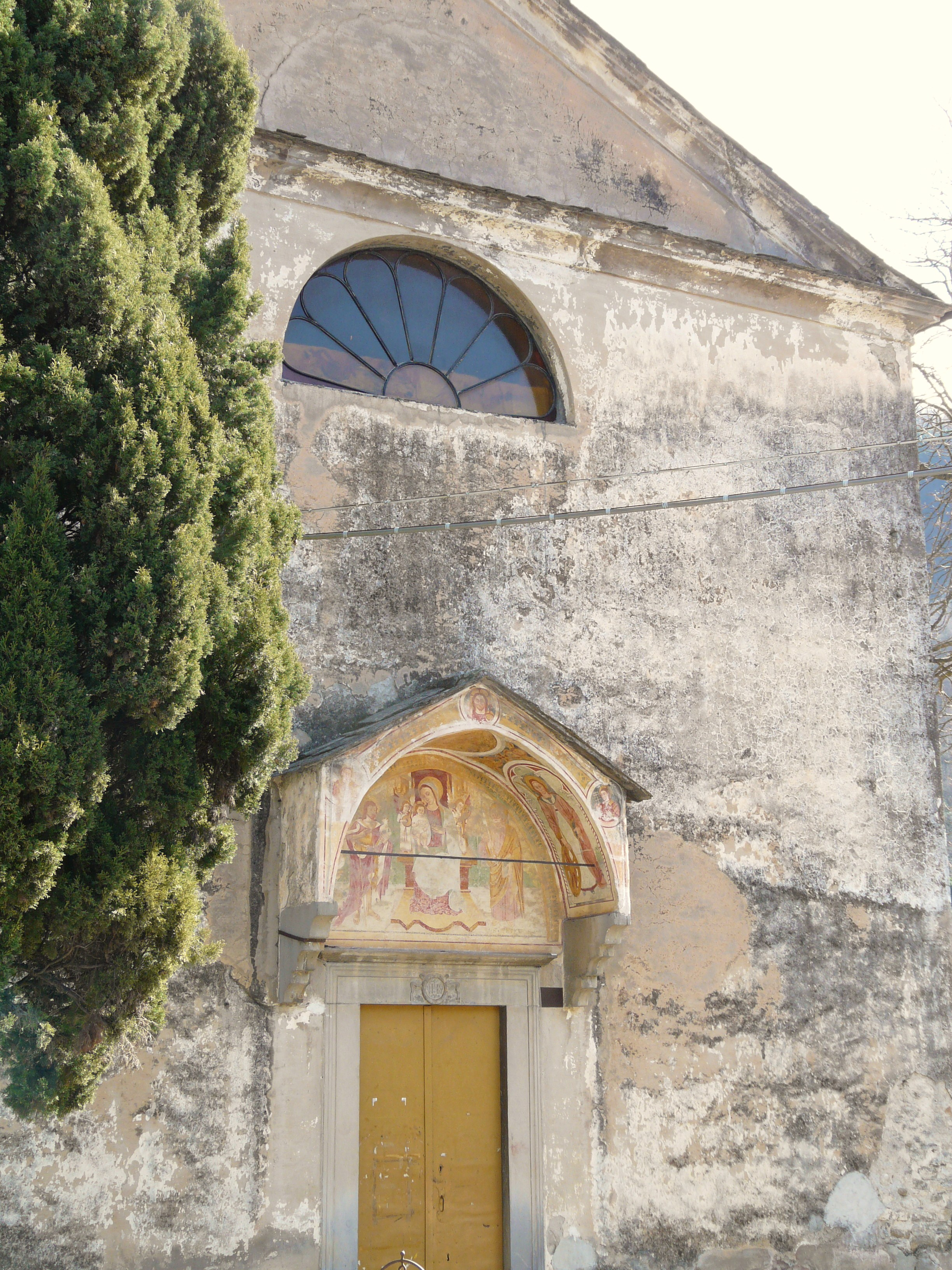
La chiesa parrocchiale di Nostra Signora dell'Assunta della frazione di Costa Bacelega

### Evoluzione demografica
Abitanti censiti

### Etnie e minoranze straniere
Secondo i dati Istat al 31 dicembre 2019, i cittadini stranieri residenti a Ranzo sono 73, così suddivisi per nazionalità, elencando per le presenze più significative:
1. Albania, 38

### Qualità della vita
Il comune di Ranzo ha conseguito la certificazione del proprio sistema di gestione ambientale conformemente alla norma ISO 14001.

## Geografia antropica

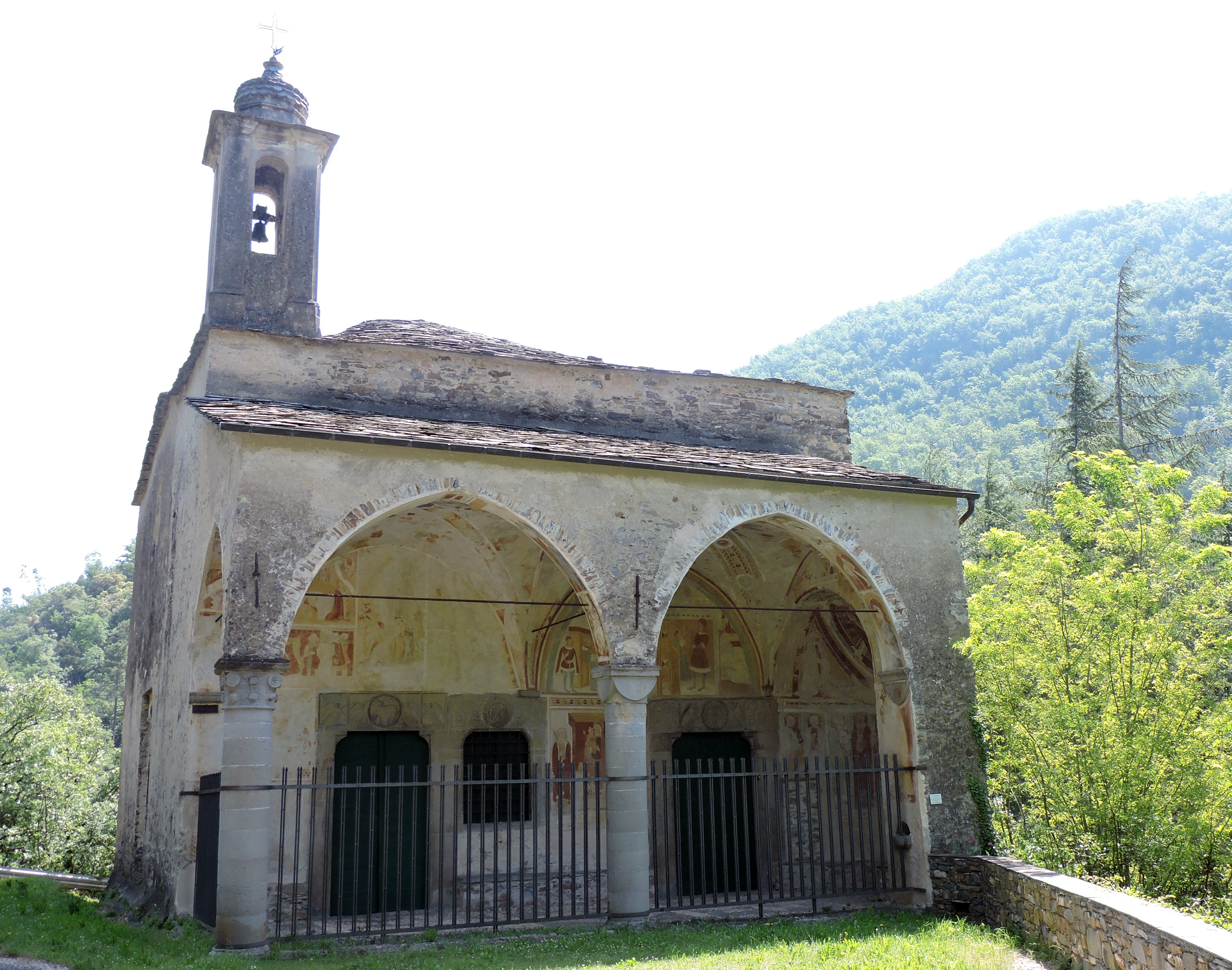
La chiesa di San Pantaleo

Il territorio comunale è costituito dalla frazione di Costa Bacelega e dalle ventidue borgate storiche di Araca', Arma, Bacelega Parrocchia, Bonfigliara, Borgo di Ranzo (sede comunale), Calabria, Canata, Caneto, Conio, Costa Parrocchia, Degolla, Faldo, Fantinone, Favari, Martinetto, Molino, Oliveto, Piazza, Ponterotto, Ricci, Stra' e Villa per una superficie territoriale di 10,86 km².
Confina a nord con i comuni di Borghetto d'Arroscia, Aquila d'Arroscia ed Onzo (SV), a sud con Borghetto d'Arroscia e Casanova Lerrone (SV), ad ovest con Borghetto d'Arroscia e ad est con Onzo.

## Economia
La principale risorsa economica del comune è l'attività agricola. Produzione del vino Pigato, di cui Ranzo è fra i maggiori centri di produzione, e dell'olio di oliva da mensa taggiasche e loro derivati.
Alcune attività commerciali legate all'olivicoltura (frantoi), all'artigianato (mobilificio) e al settore terziario (autotrasporti).

## Infrastrutture e trasporti

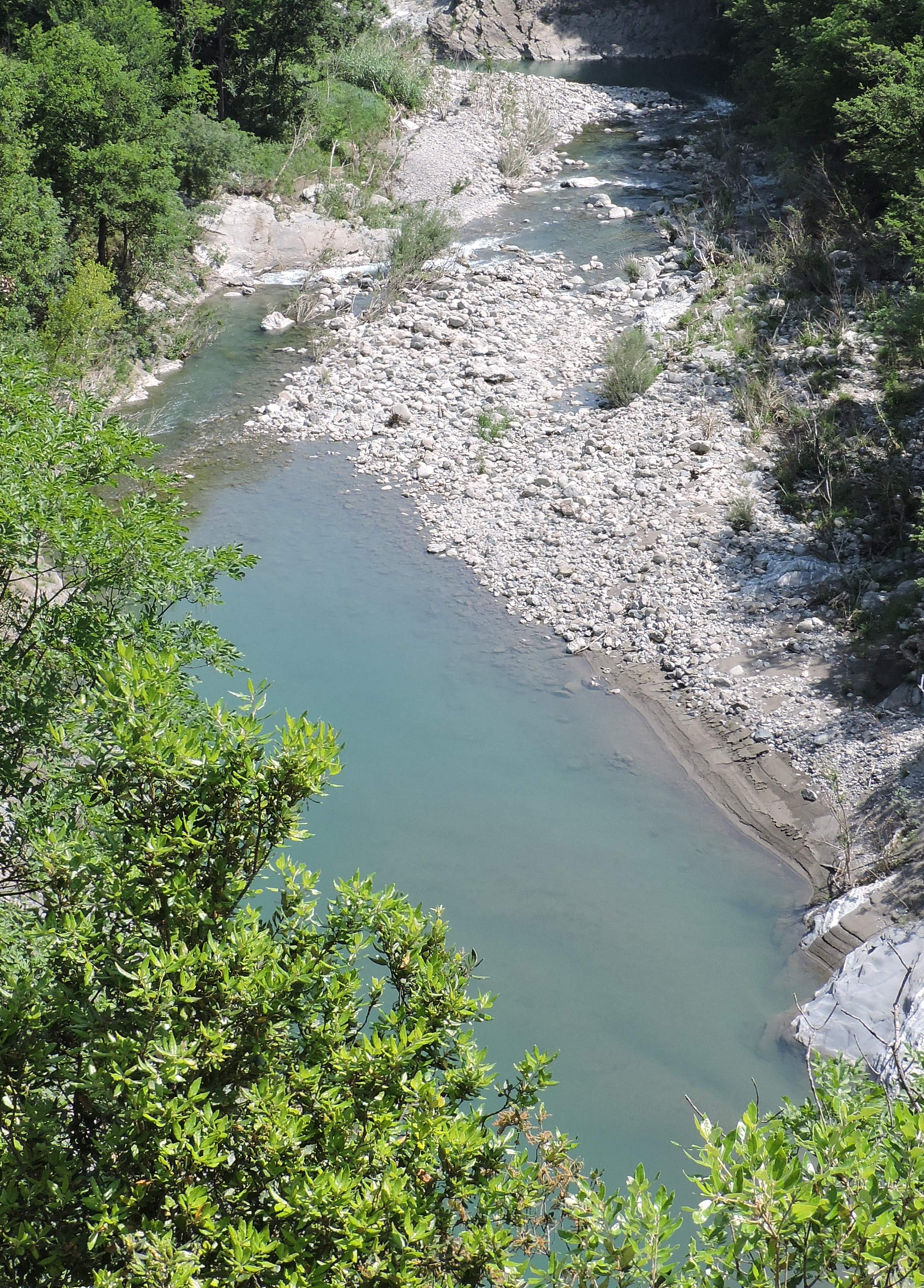
L'Arroscia nei pressi di Ranzo

### Strade
Il territorio di Ranzo è attraversato principalmente dalla strada statale 453 della Valle Arroscia che gli permette il collegamento stradale con Casanova Lerrone (SV), ad est, e con Borghetto d'Arroscia ad ovest. Altre arterie provinciali del territorio ranzese sono la SP 14 che dalla borgata di Borgo di Ranzo collega alcune località comunali e la SP 78 per Aquila d'Arroscia.

## Amministrazione
| Periodo        | Periodo        | Primo cittadino  | Partito                        | Carica  | Note |
| -------------- | -------------- | ---------------- | ------------------------------ | ------- | ---- |
| 3 ottobre 1988 | 27 maggio 1990 | Giovanni Allegro | Democrazia Cristiana           | Sindaco |      |
| 19 giugno 1990 | 24 aprile 1995 | Giovanni Allegro | Democrazia Cristiana           | Sindaco |      |
| 24 aprile 1995 | 14 giugno 1999 | Giovanni Allegro | lista civica                   | Sindaco |      |
| 14 giugno 1999 | 14 giugno 2004 | Giovanni Allegro | lista civica                   | Sindaco |      |
| 14 giugno 2004 | 8 giugno 2009  | Agnese Vinai     | lista civica                   | Sindaco |      |
| 8 giugno 2009  | 26 maggio 2014 | Agnese Vinai     | Uniti per Ranzo (lista civica) | Sindaco |      |
| 26 maggio 2014 | 26 maggio 2019 | Piero Raimondi   | X Ranzo (lista civica)         | Sindaco |      |
| 27 maggio 2019 | 10 giugno 2024 | Piero Raimondi   | X Ranzo (lista civica)         | Sindaco |      |
| 10 giugno 2024 | in carica      | Giancarlo Cacciò | Uniti per Ranzo (lista civica) | Sindaco |      |

### Altre informazioni amministrative
Ranzo fa parte dell'Unione dei comuni dell'Alta Valle Arroscia.